# Brnelići
Brnelići est une localité de Croatie située dans la municipalité de Jelenje, comitat de Primorje-Gorski Kotar. En 2001, la localité comptait 83 habitants.

## Démographie
| 1948 | 1953 | 1961 | 1971 | 1981 | 1991 | 2001 |
| ---- | ---- | ---- | ---- | ---- | ---- | ---- |
| 78   | 91   | 110  | 103  | 74   | 62   | 83   |